# سر أبي (فلم)
سر أبي فيلم سينمائي مصري، من إنتاج عام 1946، وبطولة أنور وجدي وصباح وسراج منير، وإخراج ولي الدين سامح.

## فريق العمل
- أنور وجدي في دور فؤاد
- صباح في دور نهاد
- سراج منير في دور عادل باشا
- بشارة واكيم
- ميمي شكيب
- فردوس محمد
- لولا صدقي
- محمود شكوكو
- ثريا فخري

## روابط خارجية
- مقالات تستعمل روابط فنية بلا صلة مع ويكي بيانات